# 高杉晉助
高杉晉助（たかすぎ しんすけ），是日本漫畫家空知英秋作品《銀魂》的筆下角色，是攘夷四傑之一。於《紅櫻篇》重組「鬼兵隊」，持續對抗天人與幕府，是攘夷志士中的「過激派」。

## 設計
- 名字是參照幕府時期的長州藩士，奇兵隊的領導者高杉晉作。

## 人物
- 8月10日出生(獅子座)[參⁠ 3]
- 170公分，60公斤
- 約25-29歲（原作中和官方都沒有明確給出數據但是和銀時差不多）

### 形象
鬼兵隊領袖，銀時與桂自學生時代便認識的朋友，與銀時不合。銀時以前的盟友，攘夷志士中的存活者之一。在故事裡大部份時間都與坂田銀時和桂小太郎等人敵對。左眼包著繃帶，經常叼著煙管，穿着式樣華麗的和服，是已知的攘夷志士中身材最矮小的一個。來自富裕家庭，因此被揶揄不需要工作。
松陽被殺後發誓要毀滅腐朽的世界，經常煽動、策劃或製造動亂，曾殺害多名幕吏，因而被稱為「攘夷浪士中最過激、最危險的男人」並遭到幕府通緝。曾說自己的心中有一隻蠢蠢欲動的黑色怪獸。據坂本辰馬表示：晉助其實是個喜歡惡作劇、開玩笑的傢伙，除非太過分，否則其他人都不會對此感到憤怒。
喜歡稱呼河上為「萬齊」。少數沒有喜劇成分的角色之一。

攘夷戰爭時期的高杉晉助

### 經歷
原出身有錢世家，但不滿與當時的同伴為伍，離開家庭跟桂小太郎一同投到松下私塾。與坂田銀時及桂於吉田松陽的教導下經過少年時代。後松陽老師被捕，銀時、桂和高杉便與其他同學一同加入攘夷戰爭，並結識了坂本辰馬。高杉在攘夷戰爭中非常活躍，組織了鬼兵隊，與銀時在殺敵方面平起平坐。
隨著攘夷戰爭進入尾聲眾人皆被擒，高杉親眼目睹銀時迫於情勢將松陽斬首的畫面，憤而衝向其時被朧刺瞎左眼。。正當高杉的左眼視覺逐漸消失之際，他最後映入眼簾的是銀時低頭望著松陽屍首微笑著哭的畫面。
自此之後三人分道揚鑣，高杉因憎恨這個殺害恩師的世界，選擇以毁滅所有東西來破壞現有體制創造新世界。桂對此並不同意，並以「連應該最痛恨這世界的銀時也沒有這樣做」說他，但仍改變不了其想法。高杉之後重組鬼兵隊，並成功吸納來島又子、河上萬齊、武市變平太和岡田似藏加入。

## 劇中表現

### 初登場
《源外篇》首次登場，煽動自己部下的父親，痛失愛子的機械技師平賀源外在節日祭典上襲擊將軍，但被銀時等人阻止。

### 紅櫻篇
率領鬼兵隊伺機進軍江戶，借助村田鐵矢的力量打造生化武器「紅櫻」。因其部下岡田似藏用紅櫻擊敗了桂小太郎，而造成與桂一派決裂。後萬事屋與桂等人潛入鬼兵隊的戰艦裡，雙方展開激烈的戰鬥。
高杉向救下了新八神樂的伊利沙伯出刀，卻被躲在裡面的桂所傷，幸得幼時的課本救其一命。二人對峙之下高杉說出自己的理念，並揭露已與春雨合作結成同盟。從此桂和銀時正式與高杉決裂。

### 真選組動亂篇
高杉利用自命不凡的真選組參謀伊東鴨太郎，計劃肅清近藤勳一派來分裂破壞真選組。一方面也轉移了警方力量，幫助“春雨”偷渡與幕府高層達成密約。最後隨著伊東一派的失勢和河上不敵銀時，此計劃以失敗告終。

### 四天王篇
四天王篇完結時，把華陀抓回春雨。在春雨總部裡高杉原計劃與阿呆提督一同暗算日益大的神威，然而高杉更欣賞神威的能力和眼界，也清楚自己很有機會成為棄卒，便反與神威合作消滅了阿呆提督及其勢力，並扶持神威當上了春雨提督。從此，神威便因欠高杉人情而一直對其提供各種協助。

### 薔薇流氓篇
與巡警組局長佐佐木異三郎聯手一同扶持一橋派，不過實際上二人都在互相利用。

### 傾城篇
為報殺害恩師之仇潛入監獄殺死德川定定。

### 死神篇
跟下屆將軍立志革新幕府的一橋派少主一橋喜喜對話，直言一橋派若與幕府（現任）為敵就是盟友，反之就是敵人 。

### 暗殺將軍篇
茂茂將軍遭到暗算之後，松平片栗虎命令真選組聯同御庭番眾與萬事屋等人保護將軍出江戶。高杉與神威為扶持一橋喜喜聯手合作，追殺茂茂等人。即使被告知茂茂已死，高杉仍與阿伏兔等人來到伊賀忍者村，想把餘黨都悉數消滅。然而，在全藏和猿飛等人的阻隢之下顯得特別困難。正當猿飛欲把全藏救出村莊之時，其在暗角捅傷了猿飛，不過在全藏的拖延之下，高杉與銀時再次槓上。

此戰中高杉原本先打贏銀時，但後者還是再次站起來與之交戰。二人在大戰中都被雙方打成重傷，高杉卻被突然殺來的朧擲來的刀刺穿腹部倒地。原來喜喜不堪被高杉神威等人當工具利用，竟投靠天導眾並出賣了高杉等人。不過，高杉還是與銀時一起擊退了朧，並刺瞎了朧的左眼。正當天照院要出擊之際，他和銀時被神威兄妹救走，之後便昏迷不醒，被神威帶到其太空船裡搶救。

### 烙陽決戰篇
自暗殺將軍篇之後，高杉依然處於昏迷狀態，一直待在太空船上，後來神威帶領第七師團反攻春雨，大敗，除了精銳盡失外，來島又子、武市變平太與河上萬齋亦各散東西。另一方面，高杉則被阿伏兔等人帶到「烙陽星」上，依然陷於沉睡中。隨著虛帶著春雨大軍殺到還有神威的幫助之下，他終於在戰場中甦醒。
醒來的他立即投入戰場，與銀時、桂小太郎跟辰馬聯合抵禦奈落跟春雨的攻勢。四人聯合殺了一輪之後，著銀時去救神樂，最後成功撤退。篇章之末跟朧交手，最後將其擊殺。朧在死前透漏了虛的誕生及他接下來要毀滅地球的計畫。高杉最後選擇了原諒朧，並將訊息傳達了給銀時、桂和辰馬。

### 銀之魂篇
協助桂和辰馬在太空中對戰圓翔皇子，集三人之力成功將之打倒，並見證著喜喜的死亡。之後在天導眾的保存室裡被其殘黨所重創，危急之下唯有把朧的骨灰注入自己血液裡，成功起死回生。地球保衛戰後跟銀時想法類似，認為虛和天導眾都沒有被消滅，便四處打聽消息。兩年後與銀時回到江戶跟桂重聚，並趁天導眾的太空船下墜攻入能量塔。
由於曾經汲取(朧骨灰中的)虛的血液，致使高杉的身體產生了異變，雖然獲得自我復原能力，但意識亦被虛滲透。他再遇松陽的時候，一度被虛所控制，但透過朧的協助及時止住手裡將刺向松陽的刀，並為了保護恩師強制將刀刺進自己的胸膛而重傷倒地。銀時趕到，接替高杉和半殘廢的虛交戰獲勝。彌留之際，高杉和銀時互相吐露心聲兼半調侃彼此的往事。銀對高杉說「去地獄洗好脖子等我。我不會讓你贏了就逃走，下次一定是我贏。」高杉聞言釋懷，含笑而逝。銀時亦為高杉的逝世流下了淚水。
一切平息之後，坂本辰馬致信問候銀時，信中還提及鬼兵隊成員武市透露高杉的遺體被阿爾塔納吞噬，還有鬼兵隊為了贖罪而四處奔走的事情。最後有一幕來島從其中一處龍脈裡含淚抱出一名嬰兒，髮色和形態和高杉很像。

## 備註
1. ↑  原作中和官方都沒有明確給出數據但是和銀時差不多
2. ↑   註: